# Хайстерман фон Цильберг, Густав
Густав Хайстерман фон Цильберг (нем. Gustav Heisterman von Ziehlberg; 10 декабря 1898, Иновроцлав — 2 февраля 1945, Берлин-Шпандау) — генерал-лейтенант Вермахта, кавалер Рыцарского креста Железного креста.

## Биография
Он был сыном прусского капитана Георга Хайстермана фон Цильберга и его жены Элен, урожденной Гёке. В Браунсберге и Кёнигсберге он учился в средней школе с 1908, после окончания которой поступил в кадетский корпус. 10 августа 1914, после начала Первой мировой войны, вступил в гренадёрский полк «Король Фридрих Вильгельм IV» (1-й Поморский) № 2 в Щецине. Повышен в звании до лейтенанта 8 мая 1915, затем стал командиром роты и адъютантом командира батальона на Восточном фронте. Награждён Железными крестами II и I степеней. После окончания войны служил в пограничной службе до марта 1919, а затем продолжил службу в рейхсвере. Служил в 5-м (прусском) пехотном полку, в генеральном штабе. В январе 1943 он получил командование 48-м гренадёрским полком на Восточном фронте. В мае 1943 служил командиром 65-й пехотной дивизии, а в августе получил звание генерал-майора. В ноябре 1943 был тяжело ранен в Италии, его левую руку пришлось ампутировать. Но через полгода он возглавил 28-ю егерскую дивизию на Восточном фронте. 1 июня 1944 был произведён в генерал-лейтенанты, а 27 июля того же года награждён Рыцарским крестом Железного креста.
После неудавшейся попытки убийства фюрера ему было приказано арестовать офицера его штаба, майора Йоахима Куна, за участие в заговоре 20 июля. Однако Й. Кун отрицал свою вину и заявил что составители ордера на арест напутали. Вместо того, чтобы арестовать его, генерал велел тому передать свои официальные обязанности и отправиться в Берлин для прояснения ситуации. Однако Й. Кун воспользовался этой возможностью, чтобы бежать в сторону войск 2-го Белорусского фронта, где был взят в плен и допрошен в отделе контрразведки Смерш.
В результате Г. Х. фон Цильберга обвинили в халатном ослушании, и в сентябре 1944 Рейхскригсгерихт приговорил его к девяти месяцам тюремного заключения, однако он был помилован за свою предыдущую службу. Он вернулся в свою дивизию, но 30 октября его снова вызвали в Берлин. Адольф Гитлер, подозревая его в сотрудничестве с генерал-полковником Людвигом Беком, опротестовал его приговор, и он снова был арестован, представ перед другим составом суда. 21 ноября он был приговорён к смертной казни, освобождён от должности и лишён всех наград и званий. При этом судьи открыто заявили, что должны следовать указаниям фюрера. Был казнён 2 февраля 1945 расстрельной командой на полигоне недалеко от Олимпийского стадиона в берлинском районе Шарлоттенбург.